# اجوه

تعديل مصدري - تعديل

اجوة هي إحدى قرى عزلة جيشان بمديرية جيشان التابعة لمحافظة أبين، بلغ تعداد سكانها 344 نسمة حسب تعداد اليمن لعام 2004.